# Amadeu
Amadeu, właśc. Amadeu Nunes da Cunha Cristello (ur. 6 kwietnia 1966 w Gabeli) – angolski piłkarz występujący na pozycji obrońcy.

## Kariera klubowa
Amadeu karierę rozpoczynał w 1988 roku w portugalskim trzecioligowym zespole Naval 1º Maio. W 1989 roku przeszedł do drugoligowej Benfiki Castelo Branco, gdzie spędził dwa sezony. Następnie w sezonie 1991/1992 grał także w drugoligowej Vitórii Setúbal. W 1992 roku został zawodnikiem pierwszoligowego SC Espinho. W sezonie 1992/1993 spadł z nim do drugiej ligi. W Espinho grał do 1995 roku.
Potem Amadeu występował również w drugoligowym FC Penafiel, a także w trzecioligowych drużynach Benfica Castelo Branco, CD Alcaíns oraz SC Lourinhanense. W 1999 roku zakończył karierę.

## Kariera reprezentacyjna
W latach 1994–1996 w reprezentacji Angoli Amadeu rozegrał 8 spotkań. W 1996 roku został powołany do kadry na Puchar Narodów Afryki, zakończony przez Angolę na fazie grupowej. Zagrał na nim w meczu z Egiptem (1:2).